# حسام الماجد
حسام الماجد، هو مغني وملحن عراقي.

## الولادة والبداية
ولد حسام ماجد مطشر المالكي في بغداد في 30 تشرين الثاني 1988، ودرس في معهد الفنون الجميلة في معهد بغداد دبلوم موسيقى بدأ مشواره الفني بعد مشاركتة ببرنامج عراق ستار للمواهب ومن بعدها أصبح ضمن كروب الريماس سنة 2010 في برنامج عراق ستار وكان أول تعامل له مع الفنان نصرت البدر في البوم تحت عنوان (اريدك) سنة 2011 وكان لهُ أول مهرجان تكريمي من نقابة الفنانين العراقيين حيث كرم بدرع محافظة الموصل ودرع نقابة الفنانين بعد تحرير الموصل من داعش وكان أبرز عمل فني لهُ نال شهرة واسعة في العراق والوطن العربي بعنوان (للموصل أشتاكيت) وحصد ملايين المشاهدات وقتها.

## مشواره الفنية
بدأ حسام الماجد مشوارهُ الفني بأغنية عنوانها (بالدم نفديها) وكانت من أبرز الأغاني الوطنية العراقية التي تحتفي بالجيش العراقي والأغاني العراقية وكانت أغلب اغاني حسام الماجدموجهةبالخصوص في حب الوطن والتفاخر بالجيش العراقي الباسل ومن أغانيه في حب الوطن أغية بعنوان (انا الرداد) وبعدها أغنية بعنوان (الي بعدو) وبعدها عمل بعنوان (من تحب) مع الفنان نور الزين وشارك حسام في لقاء مع المقدم ياسر سامي في برنامج ياسر مان على قناة السومرية وايضا له مقابلة مع الاعلامية والشاعرة شهد الشمري في برنامج طك بطك على قناة السومرية أيضا وايضا شارك الفنان حسام الماجد في مهرجان العلى في السعودية مع نخبه من الفنانين العراقيين في21 ديسمبر 2018 في افتتاح ام بي سي العراق شارك حسام معظم الثورات العراقية ودعم المتظاهرين بأغنية بعنوان (خاوة) حازت على ملايين المشاهدات ونالت شرف واستحسان المجتمع العراقي

## الأنتاج الفني
| ألاغاني          | السنة |
| ---------------- | ----- |
| اريدك            | 2011  |
| قبل احسن         | 2012  |
| بالدم نفديها     | 2013  |
| الي بعدو         | 2014  |
| عن جرحك          | 2014  |
| ام العريس        | 2014  |
| اليوم العب       | 2015  |
| انا الرداد       | 2015  |
| ركصي حيل         | 2016  |
| يحجيلي بالحب     | 2016  |
| مادام بعيد       | 2016  |
| ولك دنياي        | 2016  |
| وفه وطيبة        | 2016  |
| وياك             | 2016  |
| تغارين           | 2016  |
| بطلت العشك       | 2016  |
| تي تي            | 2016  |
| من يسألوني عليك  | 2017  |
| انا الشايل همومك | 2018  |
| لوراح            | 2018  |
| انت ظل           | 2019  |
| جم كلب           | 2019  |
| اويلي الشوك      | 2019  |
| عينك ميزانك      | 2019  |
| طاير بالجو       | 2019  |
| عين بعين         | 2019  |
| خاوه             | 2019  |
| كل هذا وافكر بيك | 2020  |
| افكر بيك         | 2020  |
| حبيبي صح         | 2020  |

## الميزات الفنية
يتميز حسام الماجد بأغانيهِ الوطنيةالتي تمجد الجيش العراقي الباسل وأصدر أغنية تمجيدا بأنتصارات الجيش العراقي على تنظيم داعش، ودعم حسام المظاهرات العراقية الكبرى التي بدأت في 25 أكتوبر وشارك فيها ونزل أغنية بعنوان (خاوة) دعما للمظاهرات.